# Auxemma oncocalyx
Auxemma oncocalyx é uma das duas espécies do gênero Auxemma. Possui porte arbóreo e é encontrada por todo o estado do Ceará e também no Rio Grande do Norte, sendo considerada endêmica da Caatinga.
Além de áreas de vegetação de caatinga esta espécie também ocorre em pontos da região litorânea, que contem uma vegetação distinta denominada mata de tabuleiro.
Sua madeira é de qualidade, podendo ser usada para a confecção de móveis ou como caibros, tábuas, assoalhos e estacas. Também é usada na medicina popular para o tratamento de ferimentos e queimaduras.
O pau-branco é uma espécie extremamente ornamental e poderia ser perfeitamente incorporada à arborização das cidades cearenses (sua área de ocorrência natural).

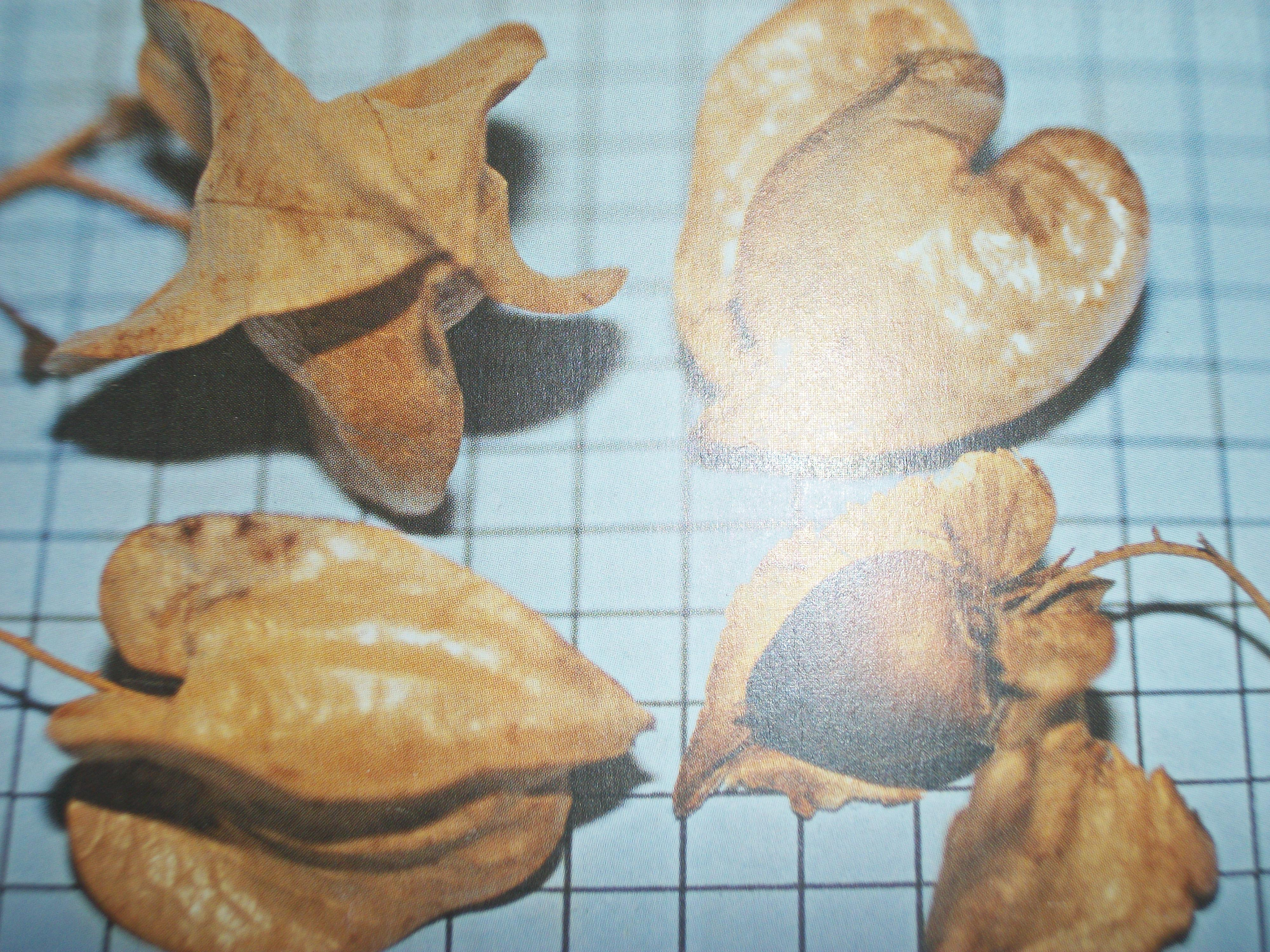
Frutos cordiformes do pau-branco, dispersos pelo vento